# 리눅스 사용자 그룹

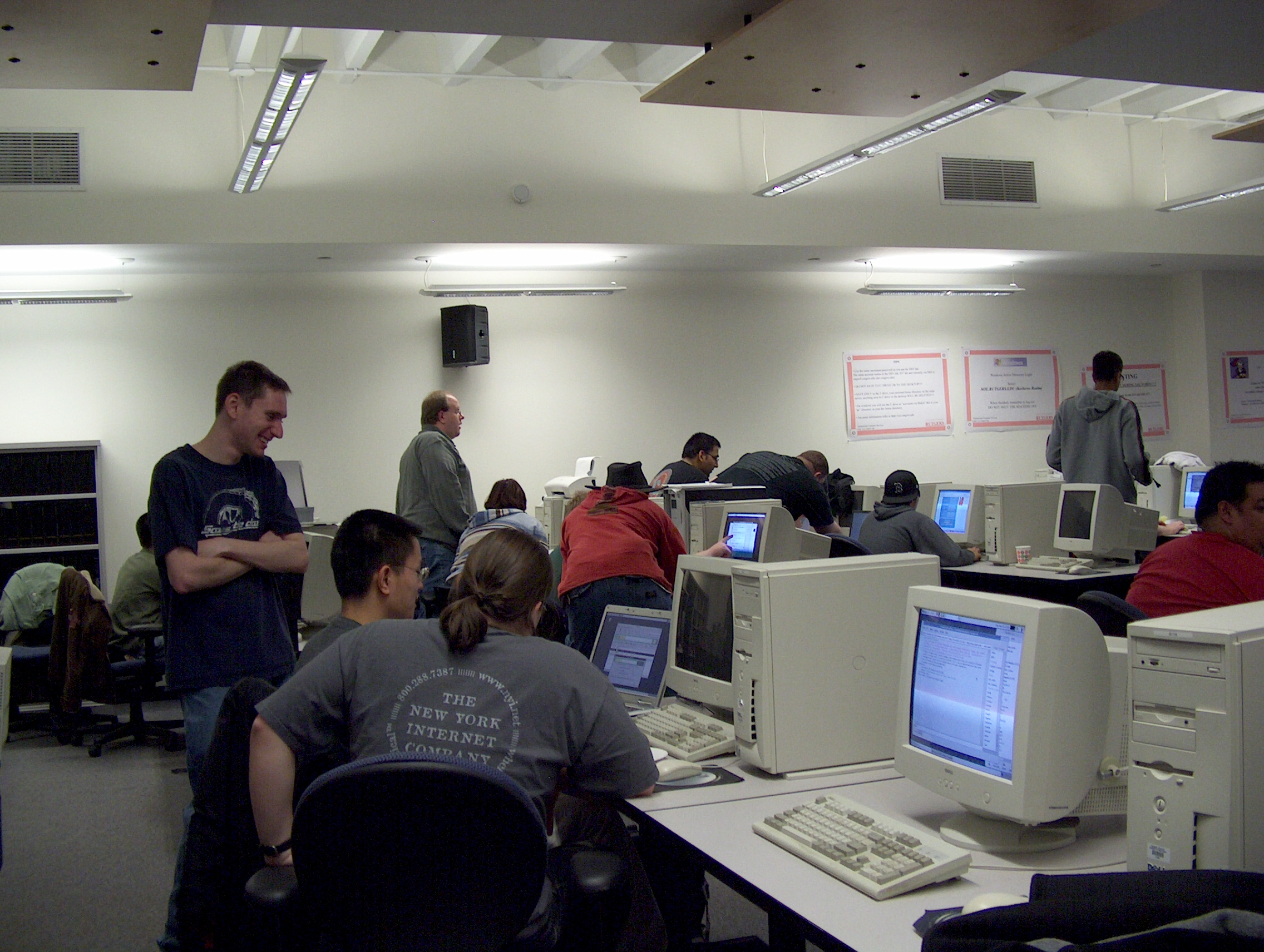
럿거스 대학교 학생 리눅스 사용자 그룹이 호스팅하는 인스톨페스트(InstallFest)

리눅스 사용자 그룹(Linux user group, LUG), GNU/리눅스 사용자 그룹(GNU/Linux User Group, GLUG)은 리눅스 사용자, 특히 경험이 없는 사용자에게 지원 및 교육을 제공하는 민간의 (일반적으로) 비영리 단체이다. 이 용어는 일반적으로 직접 만나는 지역 그룹을 의미하지만 매우 넓은 지역에 회원이 분산되어 있고 물리적 모임을 조직하거나 의존하지 않는 온라인 지원 그룹을 가리키는 데에도 사용된다. 많은 LUG에는 FreeBSD 및 기타 자유 소프트웨어/오픈 소스 유닉스 기반 운영체제가 포함된다.

## 같이 보기
- 자유 소프트웨어 운동
- 해커스페이스
- 랜파티